# Alfortville
Alfortville è un comune francese di 44 517 abitanti (INSEE) situato nel dipartimento della Valle della Marna nella regione dell'Île-de-France.

## Storia
Il comune è stato creato il 1º aprile 1885 distaccandosi dal territorio del comune di Maisons-Alfort.
A partire dagli anni venti del XX secolo Alfortville è diventata sede di una delle principali comunità della diaspora armena in Francia.

## Società

### Evoluzione demografica
Abitanti censiti

## Infrastrutture e trasporti
Alfortville è servita dalle stazioni Maisons-Alfort - Alfortville e Le Vert de Maisons della linea D della RER.

## Amministrazione

### Gemellaggi
- San Benedetto del Tronto, dal 1989
- Cantanhede, dal 2000
- Oshakan, dal 2001
- Berdzor, dal 2018

## Galleria d'immagini

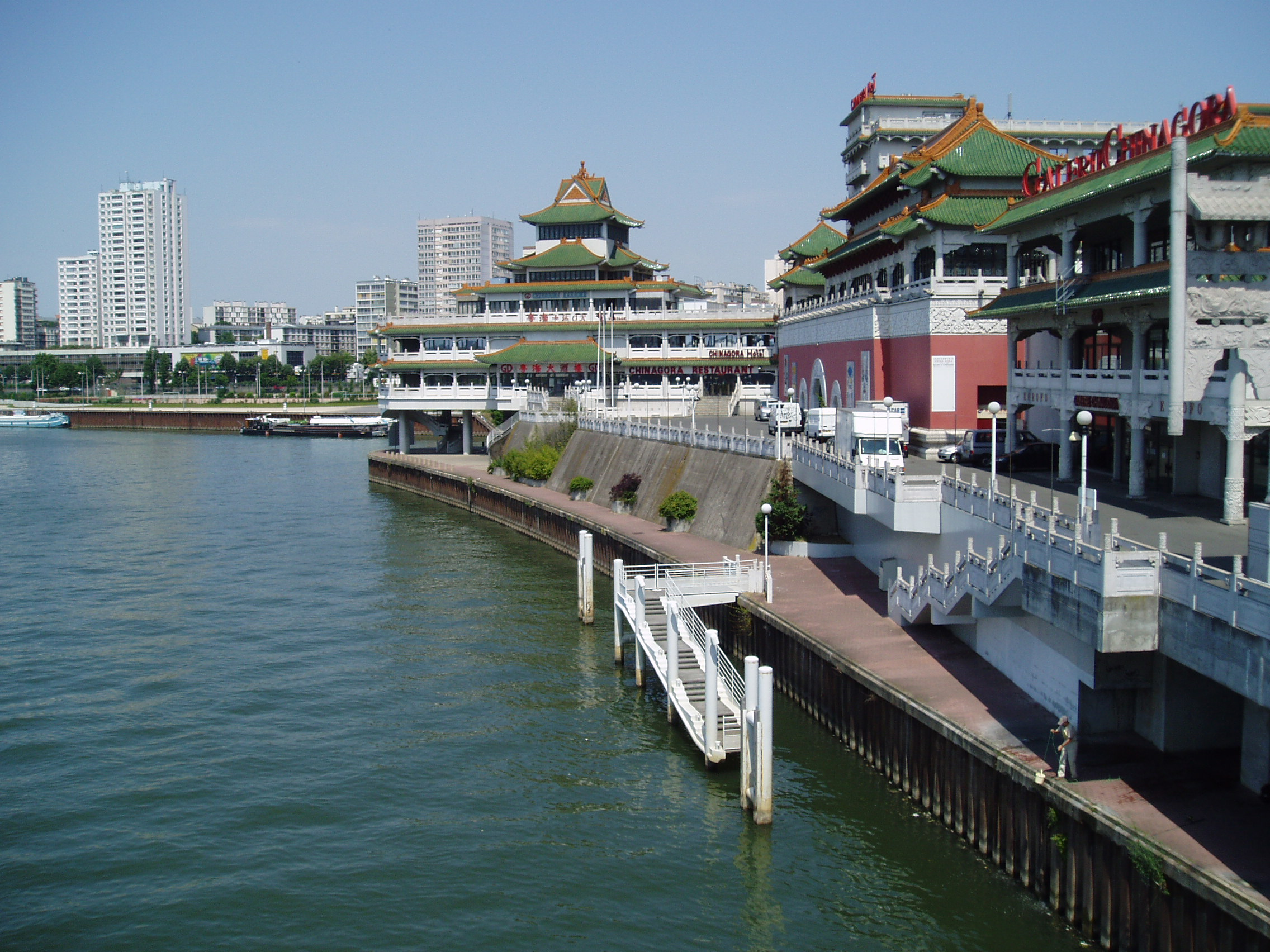
Vista del complesso residenziale-turistico in stile cinese di Chinagora, dal ponte di Ivry

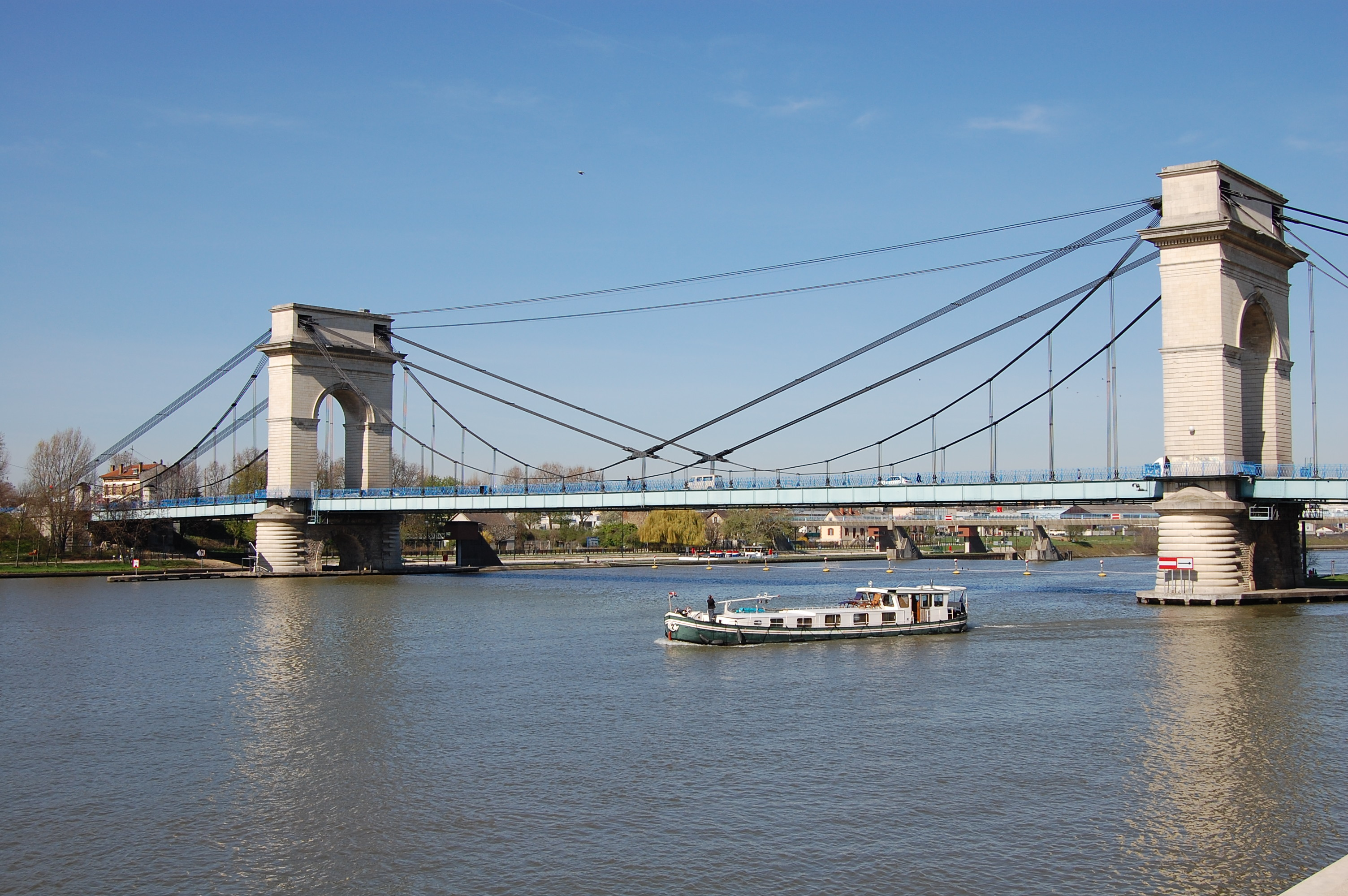
Ponte sospeso tra Alfortville e Vitry-sur-Seine

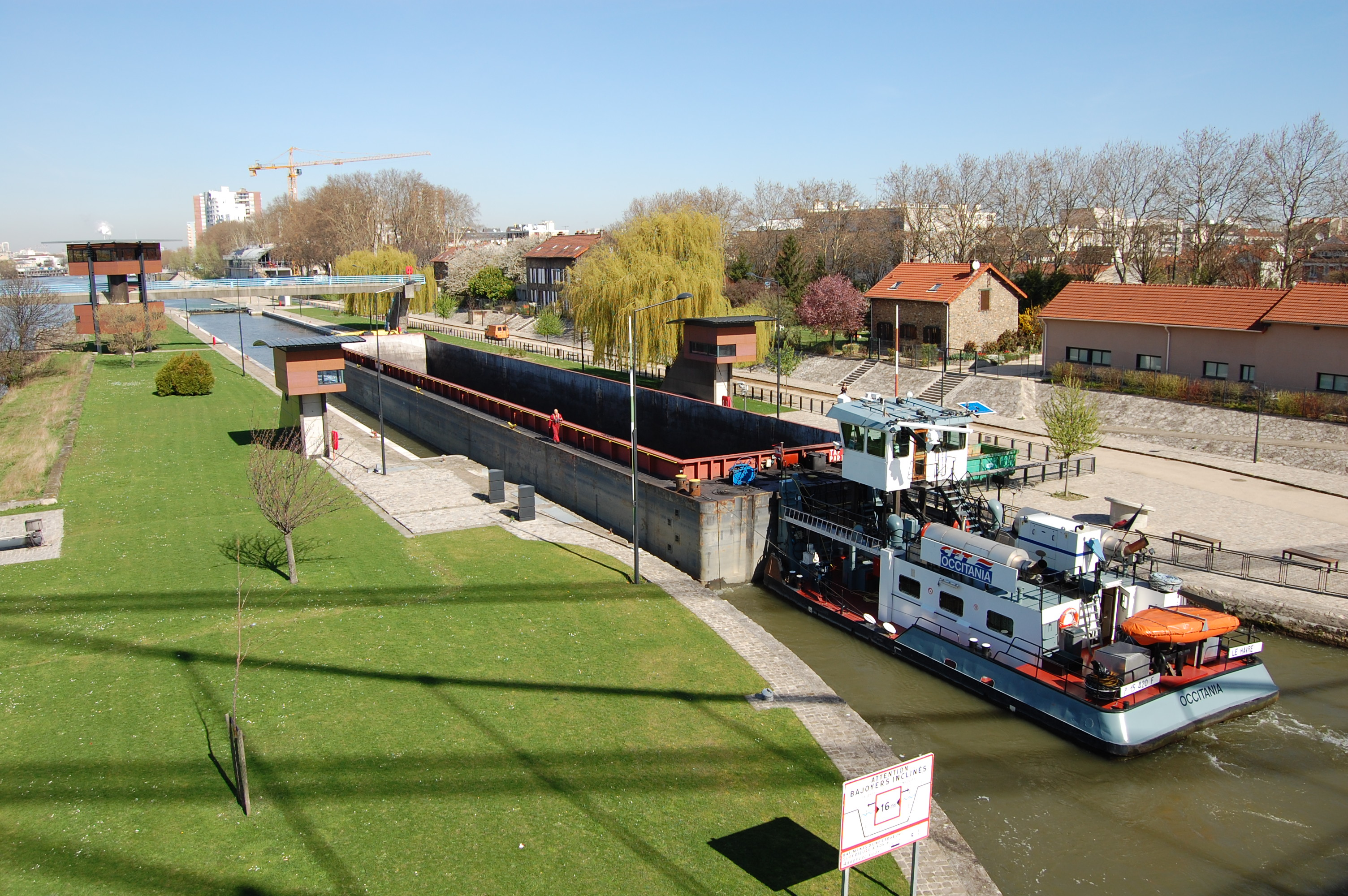
Chiusa sotto il ponte sospeso di Alfortville